# Cratere Outi
Outi  è un cratere sulla superficie di Venere.